# Guido Pisano
Guido Pisano (zm. 15 sierpnia 1149) – włoski kardynał.

## Życiorys
Pochodził z Pizy. Na konsystorzu w marcu 1132 papież Innocenty II nadał mu godność kardynała diakona Santi Cosma e Damiano. Podpisywał bulle papieskie między 8 marca 1132 a 6 maja 1149. Kilkakrotnie służył jako legat papieski w Hiszpanii, północnych Włoszech, południowej Francji i Niemczech. Od grudnia 1146 roku był kanclerzem Świętego Kościoła Rzymskiego.